# 釧路沖地震
釧路沖地震（くしろおきじしん）は、1993年（平成5年）1月15日20時06分07秒、北海道釧路市南方沖15km（北緯42度55.2分、東経144度22.4分、深さ101km）の太平洋を震源として発生したM 7.5の地震。この地震は、沈み込んでいる太平洋プレートの二重深発面の下側のスラブ内を震源とした地震であった。

## 概説
釧路市では、当時の気象庁震度階級（8段階）での震度6（烈震）を観測したが、死者2名、負傷者966名と、規模のわりには人的被害が少なかった。
震源が 101km と深かった（深発地震）ことと、道東地区は日ごろから震度3程度の地震が頻発し、その上震度5以上の大地震に何度も見舞われており、日ごろから地震災害への意識が高く、地震発生時の対処方法に精通している住民や、一般家庭を含め耐震構造建築物が多かったことなどが、地震規模に比べて最小限度の被害に留まった要因と考えられている。釧路市消防本部は地震直後、望楼が崩落し機能不全に至るも地震対策として防火水槽の設置の推進による消火栓断水対策を取っており、その他にも消防団車庫に機関員家族を居住させる等の対策を取っており地震直後直ちに全消防車出動が可能であった結果発生した火災すべてを火元建物内で消し止めることに成功した。
青森県八戸市でも当初は震度6と発表されたが、釧路市に比べ被害が小さかったことから、翌1月16日に震度5（強震）に訂正された。またマグニチュードは、速報値 M7.8から、確定値 M7.5に更新された。
道路が陥没しマンホールが浮きあがる液状化現象が多くの地点で発生し、港湾、国道、鉄道に多大な被害を生じた。また、落橋、水道管破損によって中心市街地が床下浸水、家が倒壊、都市ガス、鉄道が壊滅的被害を受け、都市インフラの復旧には半年を要した。港湾の被災額は約129億円。被災時に戦後最大の地震保険の支払いが実施されたため地震保険の見直しにつながった。
都市防災の被災軽減の例として、阪神・淡路大震災後の神戸市の復旧ではモデルケースとなった。
釧路沖では震源域が同じ場所で、M7級の地震が1961年、2004年と繰り返し発生している。

## 各地の震度
震度3以上を観測した地点は以下の通り。
| 震度 | 都道府県 | 観測所                                 |
| ---- | -------- | -------------------------------------- |
| 6    | 北海道   | 釧路                                   |
| 5    | 北海道   | 浦幌・帯広・広尾                       |
| 5    | 青森県   | 八戸                                   |
| 4    | 北海道   | 函館・小樽・室蘭・苫小牧・根室         |
| 4    | 青森県   | 青森・むつ                             |
| 4    | 岩手県   | 宮古・大船渡・盛岡                     |
| 4    | 宮城県   | 石巻                                   |
| 4    | 福島県   | 小名浜                                 |
| 3    | 北海道   | 札幌・倶知安・岩見沢・旭川・網走・紋別 |
| 3    | 青森県   | 深浦                                   |
| 3    | 宮城県   | 仙台                                   |
| 3    | 福島県   | 福島・白河                             |
| 3    | 秋田県   | 秋田                                   |
| 3    | 山形県   | 酒田                                   |
| 3    | 茨城県   | 水戸・柿岡                             |
| 3    | 東京都   | 東京                                   |
| 3    | 神奈川県 | 横浜                                   |

## 被害
- 死者2名、負傷者966名
- 全壊53棟、半壊254棟、一部損壊5311棟、その他51棟
- 釧路市と各都市を結ぶ鉄道、国道、道道が不通となったほか都市ガスが停止。ライフラインの多くが破壊され、復旧に半年を要した。

## その他
この地震は、プレートが沈み込む延長線上のサハリン南部付近を震源として発生した、1990年5月12日 M - 7.2 深さ594kmの深発地震に誘発された地震であると考える研究がある。